# Анелін (гміна Маґнушев)
Анелін (пол. Anielin) — село в Польщі, у гміні Маґнушев Козеницького повіту Мазовецького воєводства.
Населення — 330 осіб (2011).
У 1975—1998 роках село належало до Радомського воєводства.

## Демографія
Демографічна структура станом на 31 березня 2011 року:
|          | Загалом | Допрацездатний вік | Працездатний вік | Постпрацездатний вік |
| -------- | ------- | ------------------ | ---------------- | -------------------- |
| Чоловіки | 186     | 49                 | 122              | 15                   |
| Жінки    | 144     | 21                 | 95               | 28                   |
| Разом    | 330     | 70                 | 217              | 43                   |